# Espérance sportive Pully
L'Espérance sportive Pully est un club de basket-ball féminin créé en août 1969 et localisé à Pully en Suisse.
Le club évolue en première division lors de la saison 2024-2025.

## Histoire
L'Espérance sportive Pully est créé en août 1969 par Eugène Graf et sa fille Marie-Rose Fernandez-Graf,.
Le club remporte la série promotion en 1975 et est promu en ligue nationale. Le club est à nouveau promu en ligue nationale A en 1978.
Lors de la saison 1984-1985, Pully réalise le doublé coupe-championnat en restant invaincu,. La saison suivante, les Pulliéranes jouent en coupe d'Europe mais s'incline dès le premier tour (en) face au Sporting Athènes. Lors de cette saison, le club réalise un nouveau doublé coupe-championnat. Après deux titres consécutifs en coupe, Pully s'incline en finale de la coupe de Suisse en 1987 face à Femina Berne.
Les Pulliéranes évitent la relégation en deuxième division de justesse lors d'un barrage face à ESP Baden en 2001.
Lors de la saison 2004-2005, les Vaudoises s'inclinent en finale tant de la coupe de Suisse que de la coupe de la Ligue face à Martigny-Ovronnaz Basket,.
La saison suivante, les Pulliéranes s'inclinent en demi-finale de la coupe de la Ligue contre Martigny-Ovronnaz Basket 63 à 64 mais déposent un protêt, estimant qu'un panier valide n'a pas été comptabilisé. Le protêt est rejeté par le juge unique des ligues féminines. Le club dépose alors un recours auprès de Swiss Basketball qui est accepté et le match est rejoué. Les Pulliéranes s'imposent cette fois 96-93 après prolongations et se qualifient pour la finale. Elles s'imposent également en finale face à Elfic Fribourg pour s'adjuger la coupe de la Ligue. Finalement, le club vaudois conclut la saison en étant vice-champion de Suisse et avec une défaite en demi-finale de la coupe de Suisse.
Il évolue en première division lors de la saison 2024-2025.

## Palmarès
- Championnat de Suisse (2)[22]
  - 1985[7] et 1986[9]

- Coupe de Suisse (2)[23]
  - 1985[7] et 1986[9]

- Coupe de la Ligue (1)[24]
  - 2006[19]

## Joueuses notables
- Mame Diodio Diouf[25]